# كونغ فو هاسل
فيلم كونغ فو هوستل (بالإنجليزية:Kung Fu Hustle) (بالصينية:功夫) ، هي فيلم صيني من إنتاج شركة سوني بيكشرس كولومبيا عام 2004 ، وهي فيلم من هونغ كونغ نوعه الإثارة والكوميديا .

## قصة
يتحدث الفيلم عن قصة عصابة الفأس الشهيرة في فترة الثلاثينيات عام 1930م، عندما سيطروا على مدينة شينغهاي الصينية وأبدعوا في ارتكاب الجرائم ضد المجتمع وساهموا في نشر الكازينو والدعارة فيها، فحاول هؤلاء المجرمون اقتحام حي الخنازير من أجل إخضاع سكان القرية لعصابة الفأس، إلا أن أبطال الفيلم والذين يمارسون الفنون القتالية نجحوا في إيقاف المجرمين وإنقاذ زعيمة قرية الخنازير من عصابة الفأس .

## وصلات خارجية
- الموقع الرسمي
- كونغ فو هوستل على موقع IMDb (الإنجليزية)
- كونغ فو هوستل على موقع ميتاكريتيك (الإنجليزية)
- كونغ فو هوستل على موقع روتن توميتوز (الإنجليزية)
- كونغ فو هوستل على موقع نتفليكس (الإنجليزية)
- كونغ فو هوستل على موقع ألو سيني (الفرنسية)
- كونغ فو هوستل على موقع Turner Classic Movies (الإنجليزية)
- كونغ فو هوستل على موقع أول موفي (الإنجليزية)
- كونغ فو هوستل على موقع بوكس أوفيس موجو (الإنجليزية)
- كونغ فو هوستل على موقع فيلمافينيتي (الإسبانية)
- كونغ فو هوستل على موقع قاعدة بيانات الأفلام السويدية (السويدية)
- Kung Fu Hustle at LoveHKFilm.com
- The Six Degrees of Stephen Chow and Kung Fu Hustle[وصلة مكسورة]